# آنالن لیبیش
آنالن لیبیش (Justus Liebigs Annalen der Chemie) یکی از قدیمی‌ترین و مهم‌ترین مجلات در زمینهٔ شیمی آلی در جهان است. این نشریه در سال ۱۸۳۲ تأسیس شد، مؤسس و ویراستار آن، یوستوس فون لیبیش و فریدریش وولر بودند تا هنگام مرگ لیبیش در سال ۱۸۷۳.